# Трента (Бовець)
Трента (словен. Trenta) — поселення на річці Соча в общині Бовець, Регіон Горишка, Словенія. Висота над рівнем моря: 624,2 м.